# Anii 90
Anii 90 au fost un deceniu care a început la 1 ianuarie 90 și s-a încheiat la 31 decembrie 99.